# ۲۹ صفر
۲۹ صفر، بیست و نهمین روز ماه صفر در تقویم هجری قمری است. در بعضی سال‌های هجری قمری این روز آخرین روز ماه صفر و در بعضی دیگر روز ماقبل آخر است.
در تقویم هجری قمری قراردادی این روز پنجاه و نهمین روز سال و آخرین روز ماه صفر است.

## مناسبت‌ها
- ایران: یادبود درگذشت علی بن موسی، هشتمین امام شیعیان در سال‌هایی که صفر ۲۹ روزه است[۱]